# Сиссако, Мусса
Мусса Сиссако (фр. Moussa Sissako; род. 10 ноября 2000, Клиши-ла-Гаренн) — малийский футболист, защитник клуба «Сочи» и сборной Мали.

## Клубная карьера
Сиссако — воспитанник клубов «Расинг» и «Пари Сен-Жермен». Для получения игровой практики он выступал за дублирующий состав последних. В начале 2020 года Сиссако был арендован льежским «Стандардом», но так и не дебютировал за основной состав. По окончании аренды клуб выкупил трансфер игрока. 28 февраля 2021 года в матче против «Андерлехта» он дебютировал в Жюпиле лиге. 3 апреля 2022 года в поединке против «Юниона» Мусса забил свой первый гол за «Стандард».
1 сентября 2022 года Сиссако подписал контракт с российским клубом «Сочи». 14 сентября в поединке Кубка России против московского «Торпедо» Мусса дебютировал за основной состав. 18 сентября в матче против воронежского «Факела» он дебютировал в РПЛ. 30 октября в поединке против «Урала» Мусса забил свой первый гол за «Сочи».

## Международная карьера
7 октября 2021 года в отборочном матче чемпионата мира 2022 против сборной Кении Сиссако дебютировал за сборную Мали.
В начале 2022 года в Сиссако принял участие в Кубке Африки в Камеруне. На турнире он сыграл в матче против сборной Мавритании.

## Семья
Старший брат Абдулай Сиссако профессиональный футболист.